# Nidwalden
Nidwalden (francouzsky Nidwald, italsky Nidvaldo, rétorománsky Sutsilvania) je jedním z 26 kantonů Švýcarské konfederace, nacházející se v centrálním Švýcarsku. Spolu s kantonem Obwalden tvoří Unterwalden, jeden ze tří zakládajících členů Staré konfederace z roku 1291, z čehož pochází starší název Unterwalden nid dem Wald. Hlavním a zároveň největším městem je Stans.

## Znak

Znak kantonu Nidwalden

Podoba znaku kantonu je definována takto: „V červené barvě stříbrný (bílý) dvojitý klíč.“
Klíč je symbolem svatého Petra, patrona kostela ve Stansu. Jeho podoba v podobě dvojitého klíče byla zvolena proto, aby se odlišila od znaku Obwaldenu, který původně používal znak rozdělený červenou a stříbrnou barvou obdobně jako prapor, ale poté navíc používal jednoduchý klíč.

## Geografie
Nejvyšším bodem kantonu je Rotstöckli s 2901 m n. m., který ortograficky patří k Urnským Alpám. Největší část kantonu však patří do oblasti zvané Unterwaldner Voralpen, spadající pod střední část Švýcarských Alp. Nejnižší bod, 434 m n. m., je hladina Lucernského jezera.
Nidwalden se nachází v centru Švýcarska. Na severu je tento vnitrozemský kanton ohraničen Lucernským jezerem, ve všech ostatních směrech se táhnou horská pásma. Sousedními kantony jsou Bern, Lucern, Schwyz, Obwalden a Uri. Kanton se skládá z jedenácti politických obcí.

## Historie

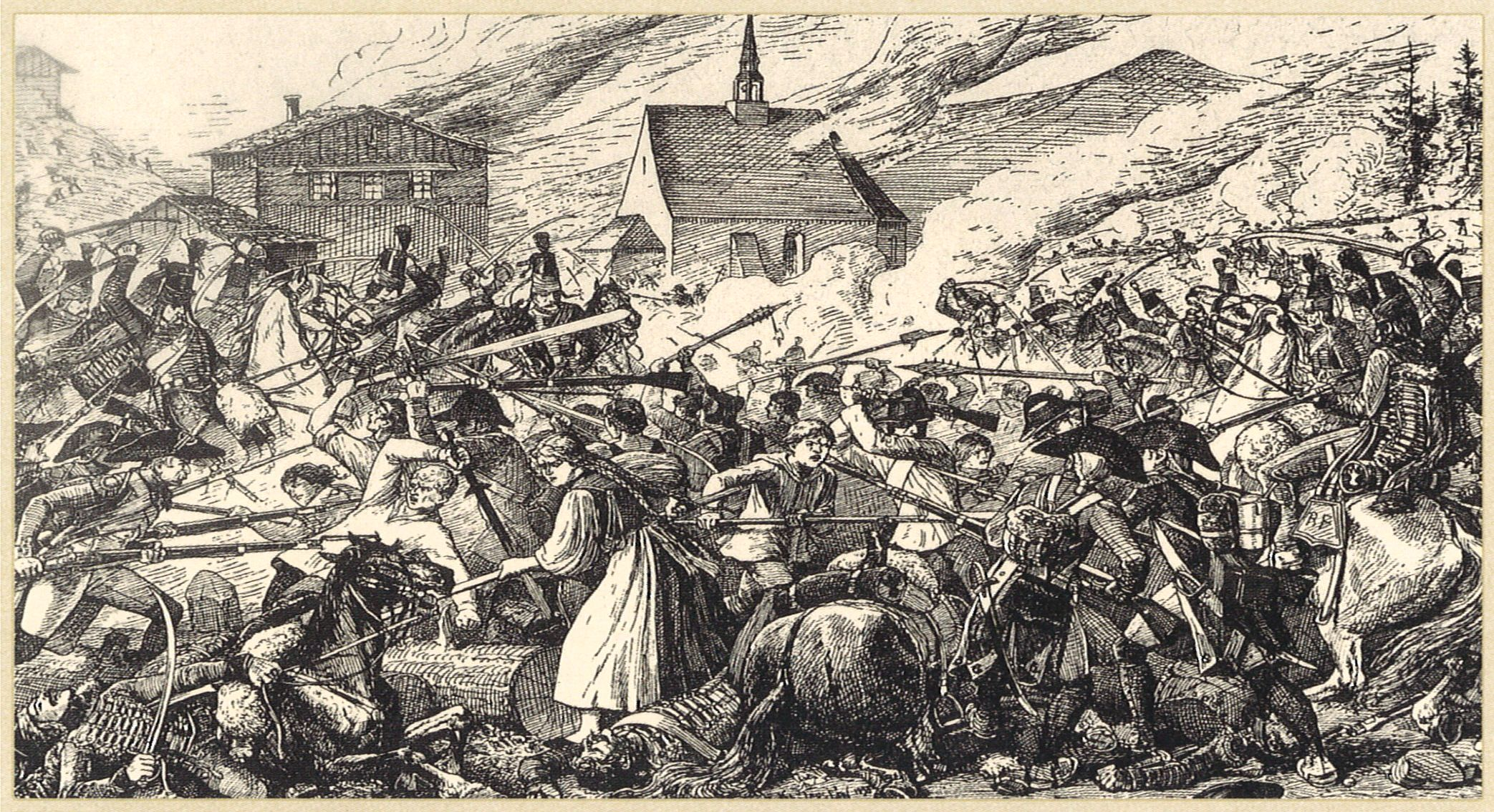
Bitva u Drachenriedu (obec Ennetmoos) během francouzské války v roce 1798, vyobrazení kolem roku 1900

Kolem roku 1291 založily Unterwalden (Nidwalden a Obwalden) spolu s Uri a Schwyzem konfederaci. V té době to ještě nebyl stát, ale kolem 14. a 15. století vznikly první formy státu. Jednalo se o rané formy zemských sněmů (tzv. Landsgemeinde) a soudů. Ve 14. a 15. století se zástupci Nidwaldenu setkávali se zástupci Obwaldenu, aby projednali důležité záležitosti, ale oba polokantony nikdy netvořily jeden celek. Obwalden se například neúčastnil připojení území Bellinzona, Riviera a Blenio, která jsou nyní součástí kantonu Ticino.
Kolem roku 1500 odešlo mnoho obyvatel Nidwaldenu do cizích služeb jako žoldnéři. Někteří z nich později emigrovali natrvalo, mnozí do Alsaska. Poté, co Nidwalden odmítl helvétskou ústavu (myšlenky francouzské revoluce nebyly na venkově v Nidwaldenu příliš populární), vtrhla 9. září 1798 do Nidwaldenu francouzská vojska. Během těchto dnů teroru bylo v Nidwaldenu způsobeno mnoho škod a nejméně 400 lidí přišlo o život. Po Napoleonově porážce v roce 1814 byla řada změn zrušena. Teprve v roce 1877 zavedl Nidwalden novou ústavu. Ústavní shromáždění obyvatel pod širým nebem (tzv. Landsgemeinde) bylo v kantonu Nidwalden zrušeno v roce 1997.

## Obyvatelstvo
Obyvatelé kantonu se nazývají Nidwaldener. K 31. prosinci 2021 žilo v kantonu Nidwalden 43 894 obyvatel. Hustota zalidnění 159 obyvatel na km² je pod švýcarským průměrem (212 obyvatel na km²). Podíl cizinců (registrovaných obyvatel bez švýcarského občanství) činil k 31. prosinci 2019 14,8 %, zatímco v celé zemi bylo registrováno 25,3 % cizinců. K 30. červnu 2021 činila míra nezaměstnanosti 1,2 %, na federální úrovni pak 2,8 %.
| Vývoj počtu obyvatel | Vývoj počtu obyvatel | Vývoj počtu obyvatel | Vývoj počtu obyvatel | Vývoj počtu obyvatel | Vývoj počtu obyvatel | Vývoj počtu obyvatel | Vývoj počtu obyvatel | Vývoj počtu obyvatel | Vývoj počtu obyvatel | Vývoj počtu obyvatel | Vývoj počtu obyvatel | Vývoj počtu obyvatel | Vývoj počtu obyvatel | Vývoj počtu obyvatel | Vývoj počtu obyvatel | Vývoj počtu obyvatel | Vývoj počtu obyvatel | Vývoj počtu obyvatel | Vývoj počtu obyvatel |
| -------------------- | -------------------- | -------------------- | -------------------- | -------------------- | -------------------- | -------------------- | -------------------- | -------------------- | -------------------- | -------------------- | -------------------- | -------------------- | -------------------- | -------------------- | -------------------- | -------------------- | -------------------- | -------------------- | -------------------- |
| Rok                  | 1799                 | 1850                 | 1860                 | 1870                 | 1880                 | 1888                 | 1900                 | 1910                 | 1920                 | 1930                 | 1941                 | 1950                 | 1960                 | 1970                 | 1980                 | 1990                 | 2000                 | 2010                 | 2015                 |
| Počet obyvatel       | 8496                 | 11 339               | 11 526               | 11 701               | 11 979               | 12 538               | 13 070               | 13 788               | 13 956               | 15 055               | 17 348               | 19 389               | 22 188               | 25 634               | 28 617               | 33 044               | 37 235               | 41 024               | 42 420               |

### Jazyky
Úředním jazykem v kantonu Nidwalden je němčina. V roce 2019 uvedlo 90,6 % obyvatel němčinu nebo švýcarskou němčinu jako svůj hlavní jazyk.
Nářečí Nidwaldenu patří mezi do skupiny alemanských nářečí. Vzhledem k tomu, že dolní části kantonu jsou dnes ve spádové oblasti Lucernu, jsou tradiční místní dialekty pod tlakem dialektů tzv. lucernské němčiny.

### Náboženství
Kanton Nidwalden je většinově katolický kanton. Při celkovém počtu 43 223 obyvatel bylo v roce 2018 28 363 obyvatel (65,6 %) římskokatolického vyznání a 4 336 obyvatel (10,0 %) evangelického reformovaného vyznání. Katolické farnosti patří do diecéze Chur, reformované do evangelické reformované církve v Nidwaldenu.
Kromě dvou národních církví (římskokatolické a evangelické reformované) nejsou od sčítání lidu v roce 2000 k dispozici žádné údaje o náboženské příslušnosti všech obyvatel kantonu. Spolkový statistický úřad BFS však provádí výběrová šetření, v nichž jsou zaznamenána i další náboženská společenství v kantonu Nidwalden. Ve výběrovém šetření z roku 2017 přibližně čtvrtina respondentů starších 15 let v kantonu Nidwalden uvedla, že se nehlásí k žádné národní církvi.

## Politika

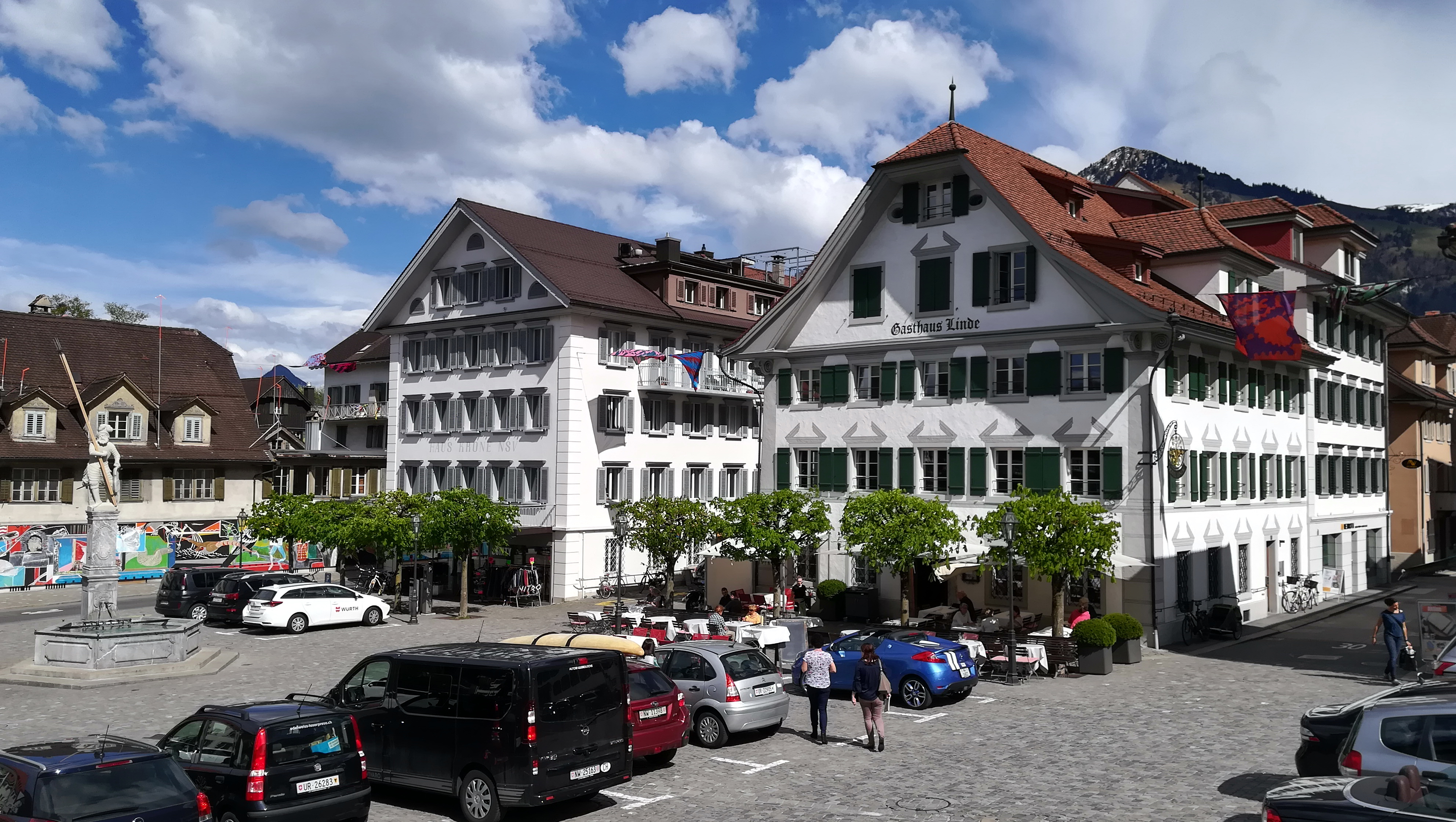
Centrum hlavního města Stans

Na rozdíl od staré spolkové ústavy, která uváděla Nidwalden jako polokanton, uvádí spolková ústava z 18. dubna 1999 Nidwalden jako samostatný kanton (plnohodnotný kanton). Platí totiž zásada právní rovnosti kantonů. Zásada rovnosti má však dvě omezení: kantony Basilej-město, Basilej-venkov, Appenzell Innerrhoden, Appenzell Ausserrhoden, Obwalden a Nidwalden mají pouze poloviční váhu při zastoupení ve Státní radě a při určování většiny kantonů v povinném referendu. Pouze jeden zástupce místo obvyklých dvou je pozůstatek po někdejším statutu polokantonu. 
Ústava kantonu Nidwalden (do roku 2010: Ústava kantonu Unterwalden nid dem Wald) byla přijata v roce 1965 a od té doby byla několikrát novelizována.

### Přímá demokracie
Přijetí a změna ústavy, dále pak přijetí a změna zákonů, pokud dojde k „protipohybu“ ze strany „aktivního občanstva“, a rozhodnutí o výdajích na jednorázové výdaje vyšší než 5 milionů CHF nebo na každoročně se opakující výdaje vyšší než 500 000 CHF podléhají povinnému referendu.
Ostatní legislativní akty a jejich změny, mezikantonální smlouvy, rozhodnutí o výdajích na jednorázové výdaje vyšší než 250 000 CHF nebo každoročně se opakující výdaje vyšší než 50 000 CHF, jakož i stanovení daňové sazby, podléhají lidovému hlasování, pokud o to požádá 250 aktivních občanů nebo o tom rozhodne zemská rada (fakultativní referendum).
Aktivní občané mohou sami navrhovat změny ústavy a zákonů, pokud 250 aktivních občanů podpoří příslušný návrh. Částečná revize ústavy vyžaduje podporu 500 aktivních občanů a úplná revize ústavy vyžaduje podporu 1000 aktivních občanů (lidová iniciativa).
Tradiční zemské sněmy všech obyvatel s volebním právem, tzv. Landsgemeinde, a s nimi i povinné zákonodárné referendum, byly zrušeny v roce 1996.

### Parlament
Zákonodárným orgánem je kantonální parlament známý jako Landrat (Zemská rada). Zemská rada má 60 křesel a její členové jsou voleni poměrným zastoupením na čtyřleté volební období. Od roku 2014 se mandáty přidělují podle systému dvojproporčního poměrného zastoupení.

### Vláda
Výkonným orgánem (exekutivou) je vládní rada (Regierungsrat) a skládá se ze sedmi osob. Vládní rada je volena většinou hlasů na čtyři roky. Předseda orgánu se nazývá Landammann, místopředseda Landesstatthalter. Oba jsou voleni na jeden rok.

### Soudnictví
Občanskoprávní a trestní soudní pravomoc vykonává v první instanci kantonální soud a ve druhé instanci vyšší soud. Ve většině občanskoprávních věcí předchází řízení před soudem pokus o smír před kantonálním smírčím orgánem. Ústavní soud je nejvyšším soudem v kantonu.
Soudní pravomoc ve správních sporech a sporech týkajících se sociálního zabezpečení vykonává správní soud.

### Správní členění

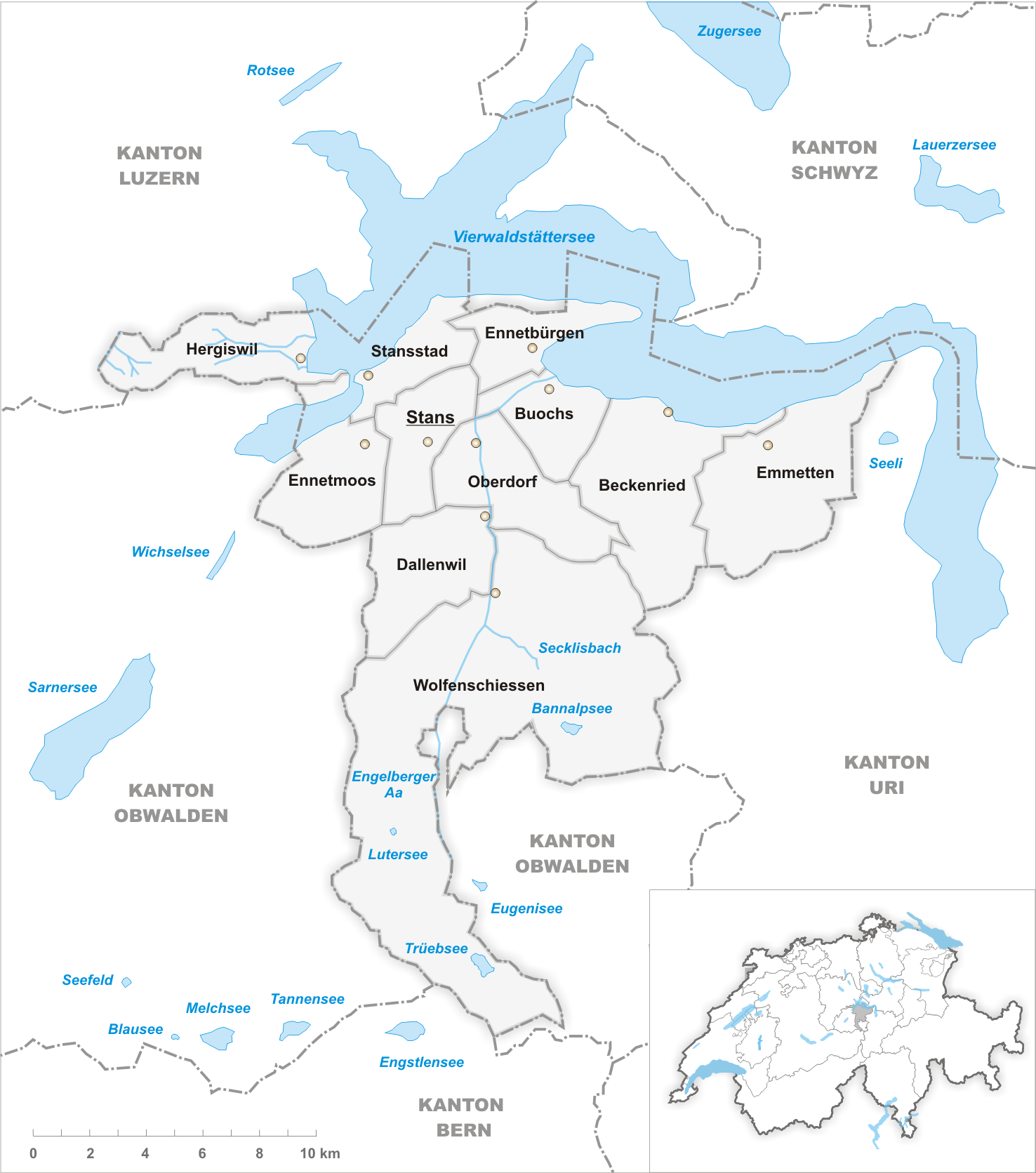
Mapa obcí kantonu Nidwalden

Kanton Nidwalden je členěn do jedenácti politických obcí. Všechny obce jsou uvedeny v této tabulce (počet obyvatel aktuální k 31.12.2021):
| Obec                 | Počet obyvatel |
| -------------------- | -------------- |
| Stans (hlavní město) | 8056           |
| Hergiswil            | 5815           |
| Buochs               | 5408           |
| Ennetbürgen          | 5096           |
| Stansstad            | 4821           |
| Beckenried           | 3726           |
| Oberdorf             | 3064           |
| Ennetmoos            | 2273           |
| Wolfenschiessen      | 2099           |
| Dallenwil            | 1857           |
| Emmetten             | 1599           |

Kanton Nidwalden není rozdělen na okresy. Spolkový statistický úřad BFS však uvádí celý kanton jako jeden okres pod číslem BFS-ID 0700.

## Hospodářství

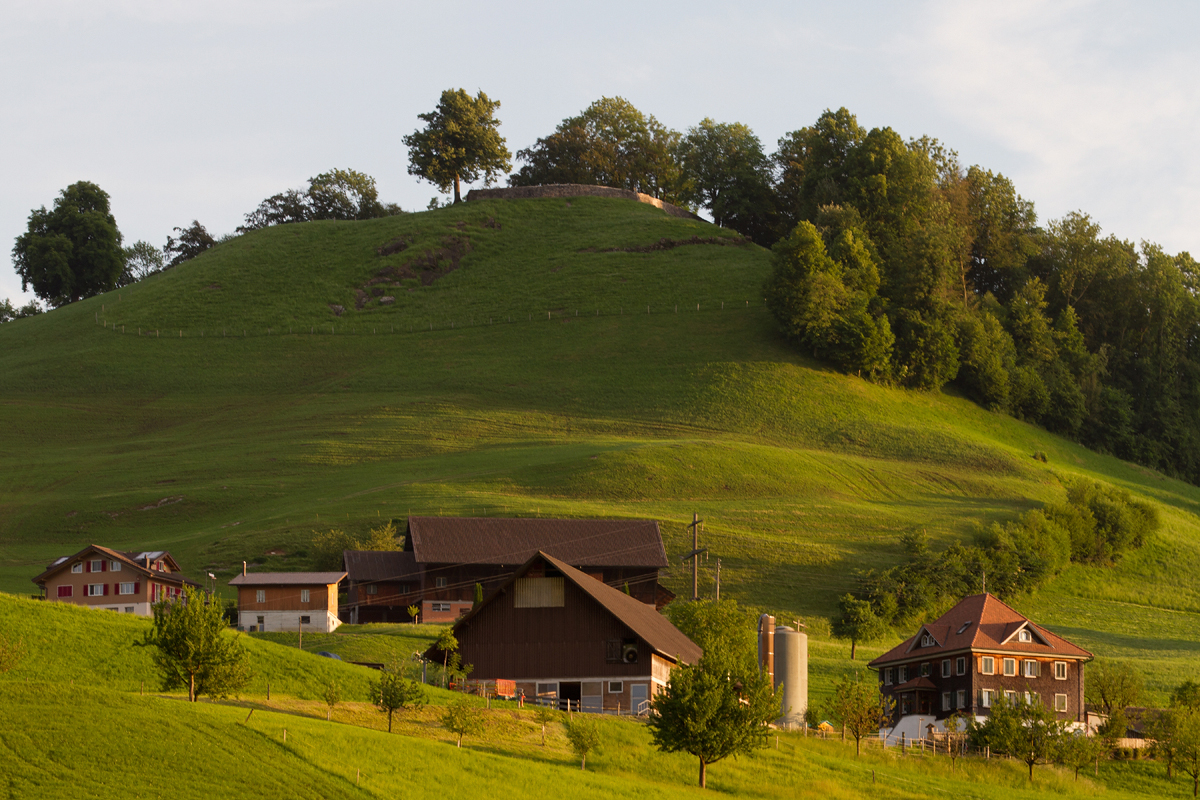
Venkovská krajina nedaleko obce Ennetmoos

V roce 2018 činil v Nidwaldenu hrubý domácí produkt (HDP) na obyvatele 73 729 švýcarských franků.
I ve 20. století dominovalo v kantonu Nidwalden zemědělství, dobytek a sýr se exportovaly především do severní Itálie. Od poloviny 19. století se rozšiřovaly a postupně své postavení upevňovaly obchod, průmysl a turistický ruch. V dnešní době je tu řada malých a několik významných podniků střední velikosti. Významným zaměstnavatelem je výrobce letadel Pilatus Aircraft, najdeme zde řadu strojních a stavebních firem či firmy zabývající se optikou, elektronikou či výrobou lékařských přístrojů.
Značný význam pro region mají tradiční zemědělské podniky, které se soustředí zejména na pěstování dobytka a výrobu mléčných produktů. Řada z nich jsou dosud rodinné firmy. V roce 2020 bylo 21,8 % zemědělské půdy obhospodařováno ekologicky 81 zemědělskými podniky.
Vzhledem ke geografickému umístění je pro kanton významný značný turistický ruch. Jezera i hory přitahují velké množství turistů v letní i zimní sezóně. Obce na břehu jezera nabízejí širokou škálu vodních sportů a podhůří Alp je dobře dostupné horskými železnicemi. Nejvýznamnější turistické oblasti jsou Klewenalp, Stanserhorn, ledovec Titlis, Bannalp a Bürgenstock.

## Doprava
Nidwaldenem prochází dálnice A2. V Hergiswilu na severozápadě odbočuje dálnice A8 směrem na Brünig. Silniční trasy Lucern–Engelberg, Lucern – Sarnen – Brünig – Interlaken, Stans–Seelisberg a Stans – Kerns – Sarnen jsou nejdůležitějšími hlavními trasami pro regionální silniční dopravu. V roce 2021 byla míra automobilizace (počet osobních automobilů na 1000 obyvatel) 636.
Kanton je rovněž dobře dostupný veřejnou dopravou, zejména železniční tratí Luzern-Stans-Engelberg-Bahn společnosti Zentralbahn. Ta odbočuje v Hergiswilu na severozápad z tratě Brünigbahn, která rovněž patří k Zentralbahn. Do různých obcí lze ze Stansu dojet poštovním autobusem.